# Pont à poutres en porte-à-faux

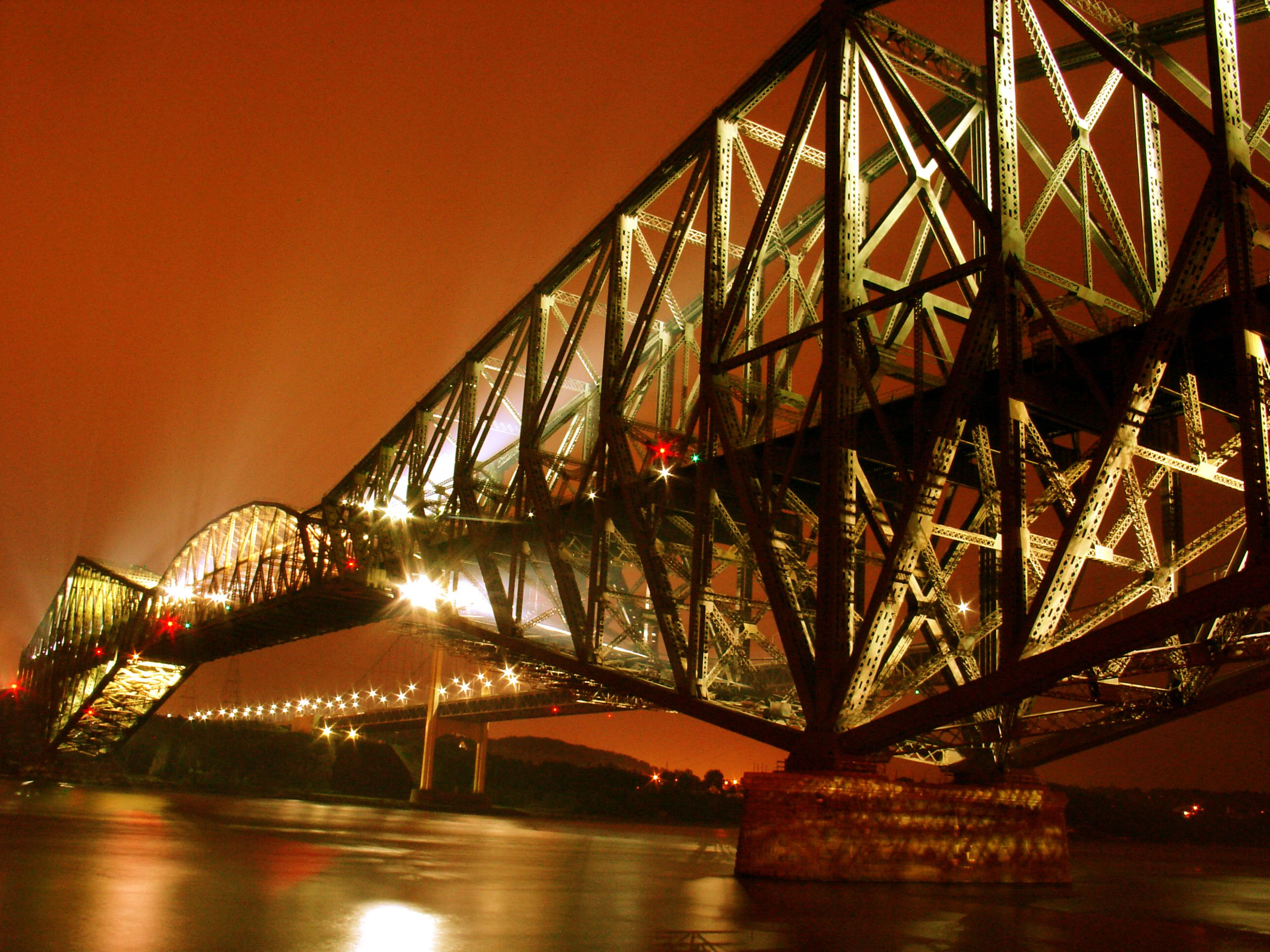
Le pont de Québec.

Un pont à poutres en porte-à-faux ou plus simplement pont cantilever (de l’anglais pour « porte-à-faux ») est un pont dont le tablier est constitué de poutres construites en porte-à-faux (ou, autrement dit, "en console" ou bien "par encorbellements successifs"), c'est-à-dire par des structures qui se projettent horizontalement dans l'espace, soutenues à une seule extrémité.
Pour les petites passerelles, les porte-à-faux peuvent être de simples poutres. Les grands ponts en porte-à-faux, conçus pour gérer le trafic routier ou ferroviaire, utilisent des fermes en acier de construction ou des poutres-caissons en béton précontraint.
Le pont en porte-à-faux en treillis d'acier a été une percée technique majeure. Il peut s'étendre sur des distances de plus de 500 m. Ce mode de construction a répondu à plusieurs contraintes pour construire un pont :
- Franchir un obstacle, comme une rivière, ne permettant pas d'utiliser de cintre ni d'échafaudages s'appuyant au sol lors de la construction pour en limiter le coût de construction, et limiter les risques en cas de crues ;
- Assurer la continuité d'un pont de plusieurs travées, pour limiter sa déformation dans le cas d'une construction métallique en treillis soumise à des charges lourdes dans le cas de ponts ferroviaires.

## Historique
On trouve un dessin de pont construit en porte-à-faux dans le carnet de Villard de Honnecourt.

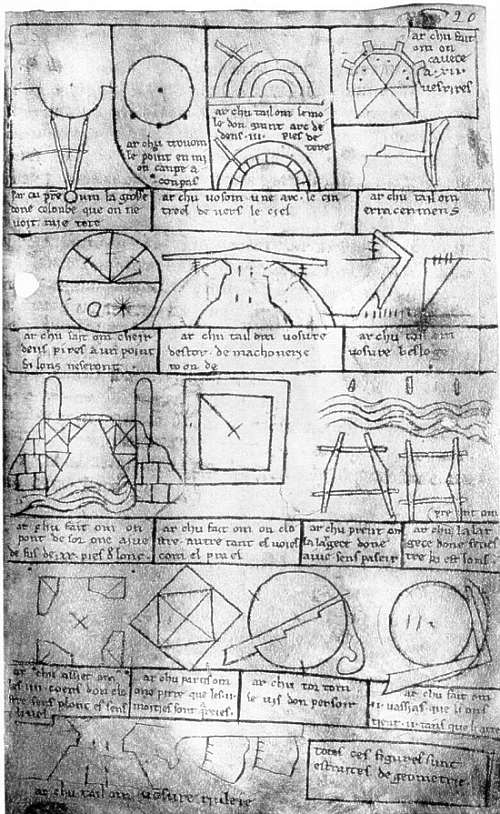
Page du carnet de Villard de Honnecourt
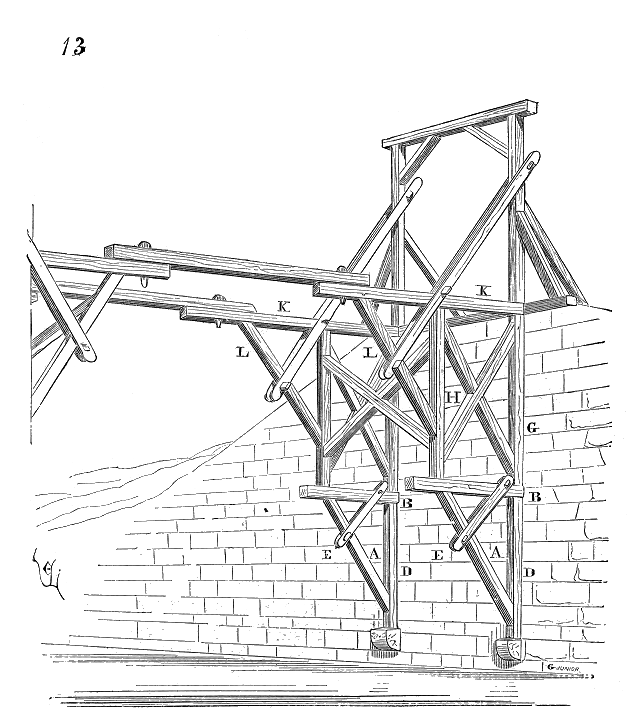
Interprétation du croquis par Eugène Viollet-le-Duc
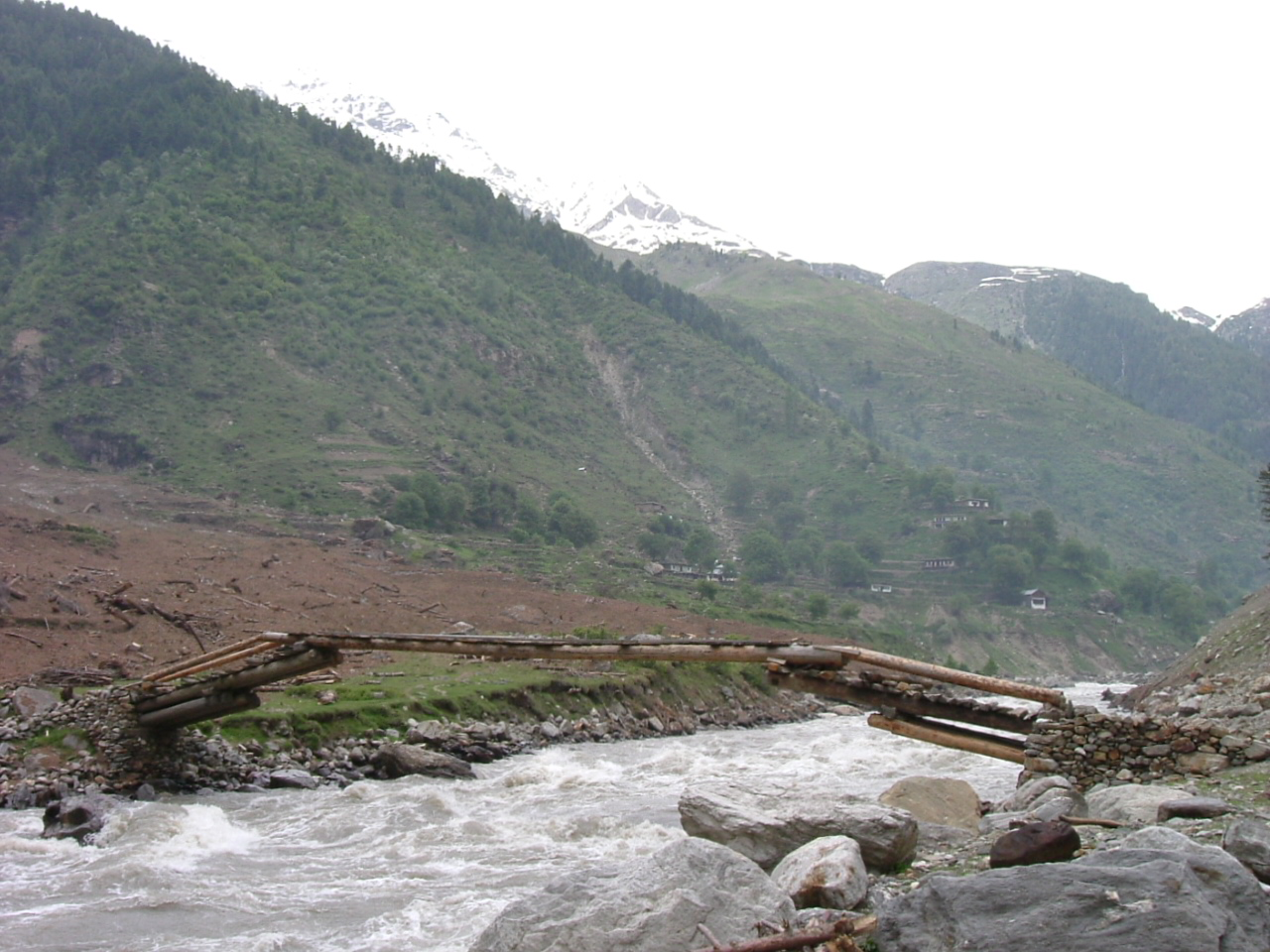
Pont construit en troncs d'arbre sur la rivière Kunar, au Pakistan

L'intérêt d'une poutre continue avait été démontrée au début du XIXe siècle mais il était nécessaire de trouver une solution pour résoudre deux problèmes :
- comment reprendre les effets des dilatations dues aux variations de température tout en assurant la reprise des efforts longitudinaux et transversaux,
- comment assurer la résistance de l'ouvrage en cas de tassement d'un des appuis.

Schéma de la poutre en treillis du pont ferroviaire d'Hassfurt.

## Réalisations modernes

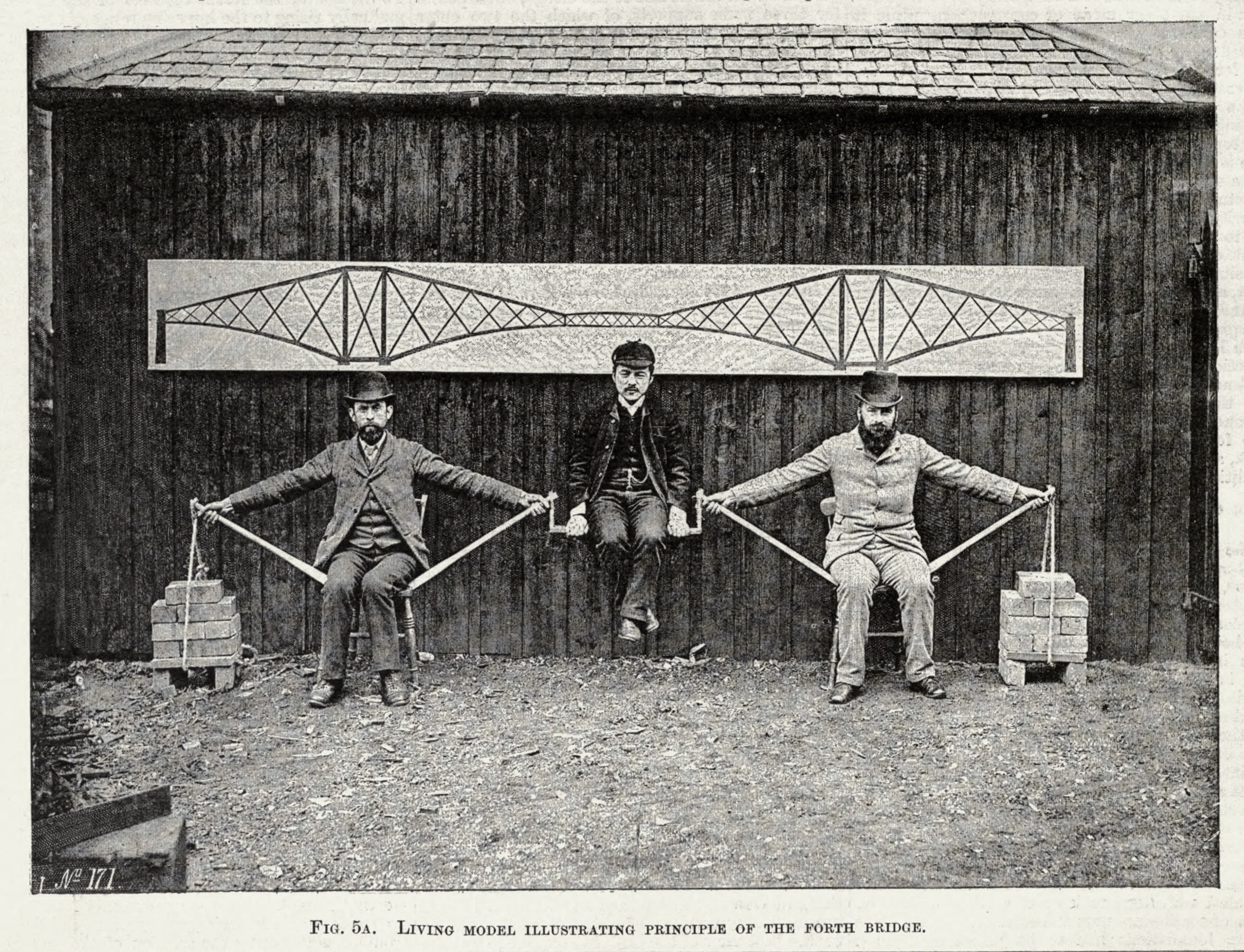
Modèle humain de pont en porte-à-faux

Les ingénieurs du XIXe siècle ont compris qu'un pont continu sur plusieurs supports répartirait les charges entre eux. Cela se traduirait par des contraintes plus faibles dans la poutre ou la ferme, et signifiait que des portées plus longues pourraient être construites. Plusieurs ingénieurs du XIXe siècle ont breveté des ponts continus avec des points d'articulation à mi-portée. L'utilisation d'une rotule dans le système à travées multiples présentait les avantages d'un système statiquement déterminé et d'un pont capable de gérer les tassements différentiels des fondations. Les  ingénieurs pouvaient plus facilement calculer les forces et les contraintes avec une charnière dans la poutre.
Le premier pont en porte-à-faux moderne a été inventé par Heinrich Gerber pour la construction du pont ferroviaire de Hassfurt, en 1866-1867. Il a breveté ce type de pont à poutre en treillis appelée poutre Gerber en 1866.
Il s'agit d'une superstructure à piles bi-articulées dont les travées latérales sont en porte-à-faux. Une travée centrale peut venir se poser sur les extrémités en porte-à-faux. Ce type de pont en porte-à-faux a une structure non continue mais en plaçant les articulations aux points de moments de flexion nuls sous chargement de poids propre on retrouvait dans la structure une répartition des sollicitations identiques à celles d'un pont continu. 
Le plus long de ces ponts est celui du pont de Forth avec une longueur totale de 2 529 m. Le pont avec la travée la plus longue est celui de Québec avec une travée longue de 549 mètres, suivi de près par le pont du Forth constitué de deux travées de 521 m.

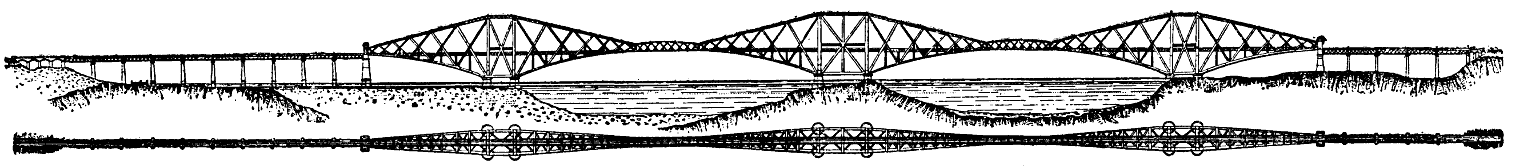
Le pont du Forth.

## Technique
« Pont en porte-à-faux.—Une structure dont au moins une partie agit comme un ancrage pour soutenir une autre partie qui s'étend au-delà de la pile de support. » John Alexander Low Waddell, Bridge Engineering - Volume 2.
Une travée simple en porte-à-faux est formée de deux bras en porte-à-faux s'étendant des côtés opposés d'un obstacle à franchir, se rejoignant au centre. Dans une variante courante, la travée suspendue , les bras en porte-à-faux ne se rejoignent pas au centre ; au lieu de cela, ils supportent un pont central en treillis qui repose sur les extrémités des bras en porte-à-faux. La travée suspendue peut être construite hors site et soulevée en place, ou construite en place à l'aide de supports de déplacement spéciaux.

Diagramme des différentes parties du John P. Grace Memorial Bridge

Une façon courante de construire des poutres en acier et des travées en porte-à-faux en béton précontraint consiste à contrebalancer chaque bras en porte-à-faux avec un autre bras en porte-à-faux faisant saillie dans la direction opposée, formant un porte-à- faux équilibré ; lorsqu'ils se fixent sur une fondation solide, les bras de contrepoids sont appelés bras d'ancrage . Ainsi, dans un pont construit sur deux piles de fondation, il y a quatre bras en porte-à-faux : deux qui enjambent l'obstacle, et deux bras d'ancrage qui s'éloignent de l'obstacle. En raison du besoin de plus de force au niveau des supports du porte-à-faux équilibré, la superstructure du pont prend souvent la forme de tours au-dessus des piliers de fondation. Le pont Commodore Barry sur le fleuve Delaware est un exemple de ce type de pont cantilever.
Les porte-à-faux en treillis d'acier supportent les charges par tension des membres supérieurs et compression des membres inférieurs. Généralement, la structure distribue la tension via les bras d'ancrage aux supports les plus extérieurs, tandis que la compression est transmise aux fondations sous les tours centrales. De nombreux ponts en porte-à-faux en treillis utilisent des joints articulés et sont donc statiquement déterminés sans aucun membre supportant des charges mixtes.

## Construction
Les ponts en porte-à-faux équilibrés en béton précontraint sont souvent construits en utilisant une construction segmentée .
Un pont peut être construit en porte-à-faux ou en encorbellement pour éviter les appuis d'un cintre complexe ou dans une zone difficile d'accès ou présentant des risques, mais cette disposition de la structure est provisoire et cesse après le clavage de la travée.

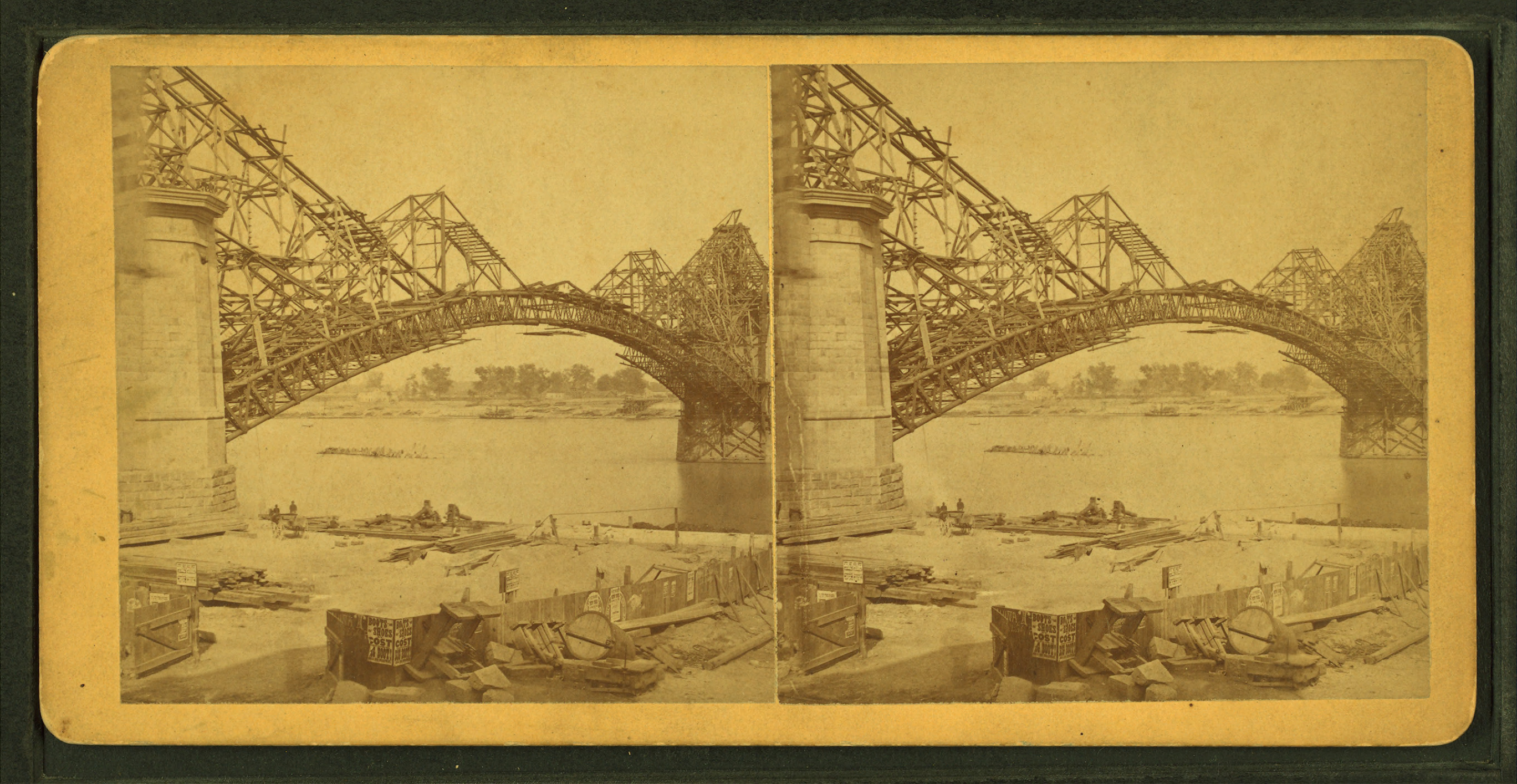
Construction en encorbellement des arches du pont Eads au-dessus du Mississippi
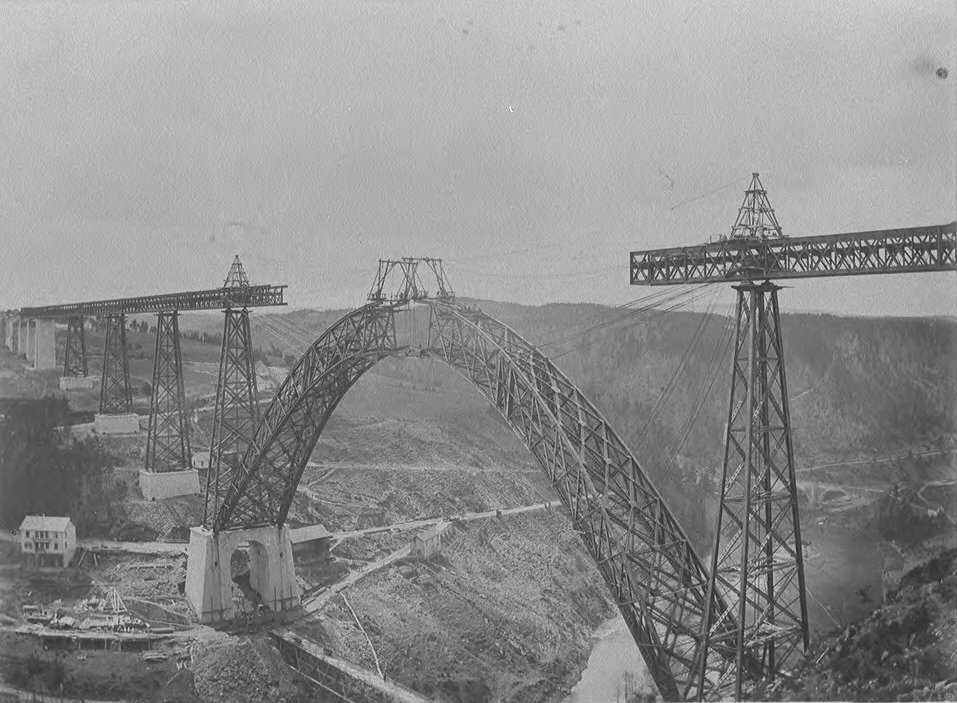
Viaduc de Garabit : construction en encorbellement de l'arc. (Viaduc classé monument historique[4])
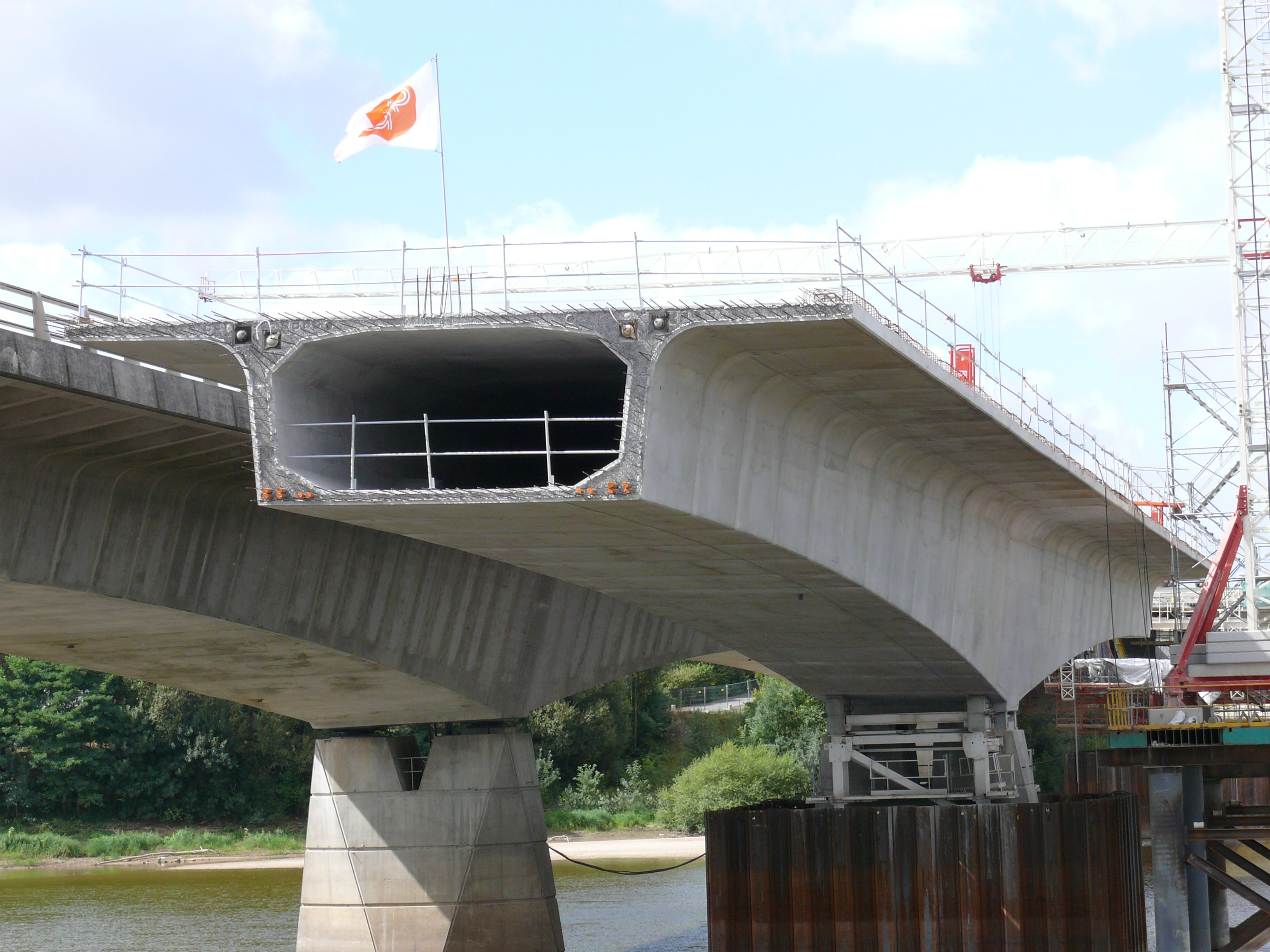
Doublement du pont du Cadre Noir de Saumur - Un fléau construit en encorbellement symétrique